# Bernardino Maccaruzzi

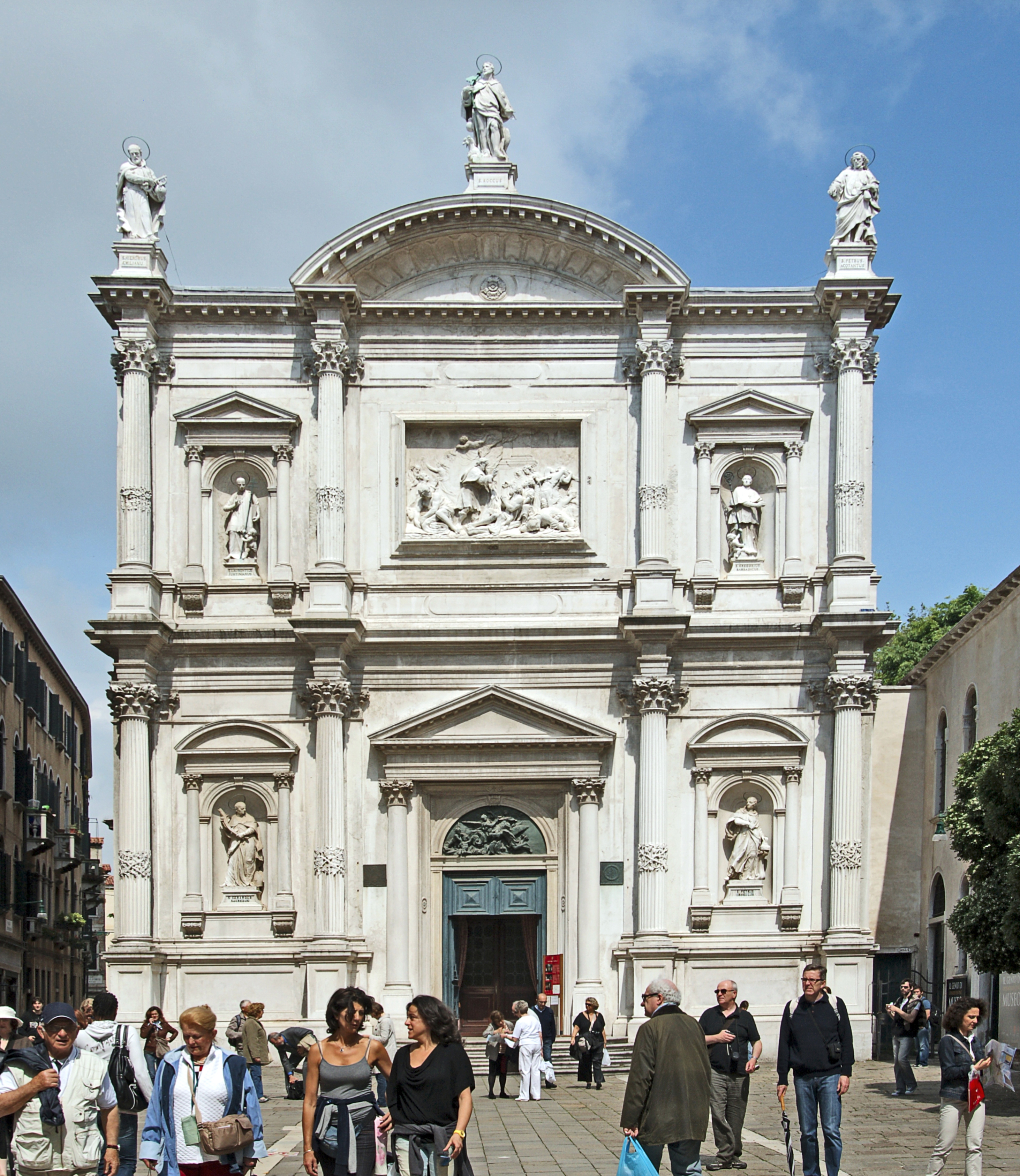
Bernardino Maccaruzzi, facciata della chiesa di San Rocco, Venezia.

Bernardino Maccaruzzi o Maccarucci (Venezia, 1728 circa – Venezia, 11 aprile 1798) è stato un architetto italiano.

## Biografia
Figlio di un falegname, dapprima ne apprese il mestiere, successivamente studiò disegno e geometria presso l'abate Giovan Maria Selva, zio del più noto architetto Giannantonio, per passare poi al praticantato presso Giorgio Massari.
Rimase comunque poco colto e poco stimato, legato fortemente com'era alle esperienze tardo barocche vissute dal Massari, senza saperle sviluppare. Una chiara conferma è nella lettera di Tommaso Temanza al prediletto allievo Selva: «L'ignorante fortunato Maccaruzzi disse un giorno a proposito di voi: Non importa che l'architetto studi, basta solo che abbia coraggio, e voleva dire che sia temerario come egli è». 

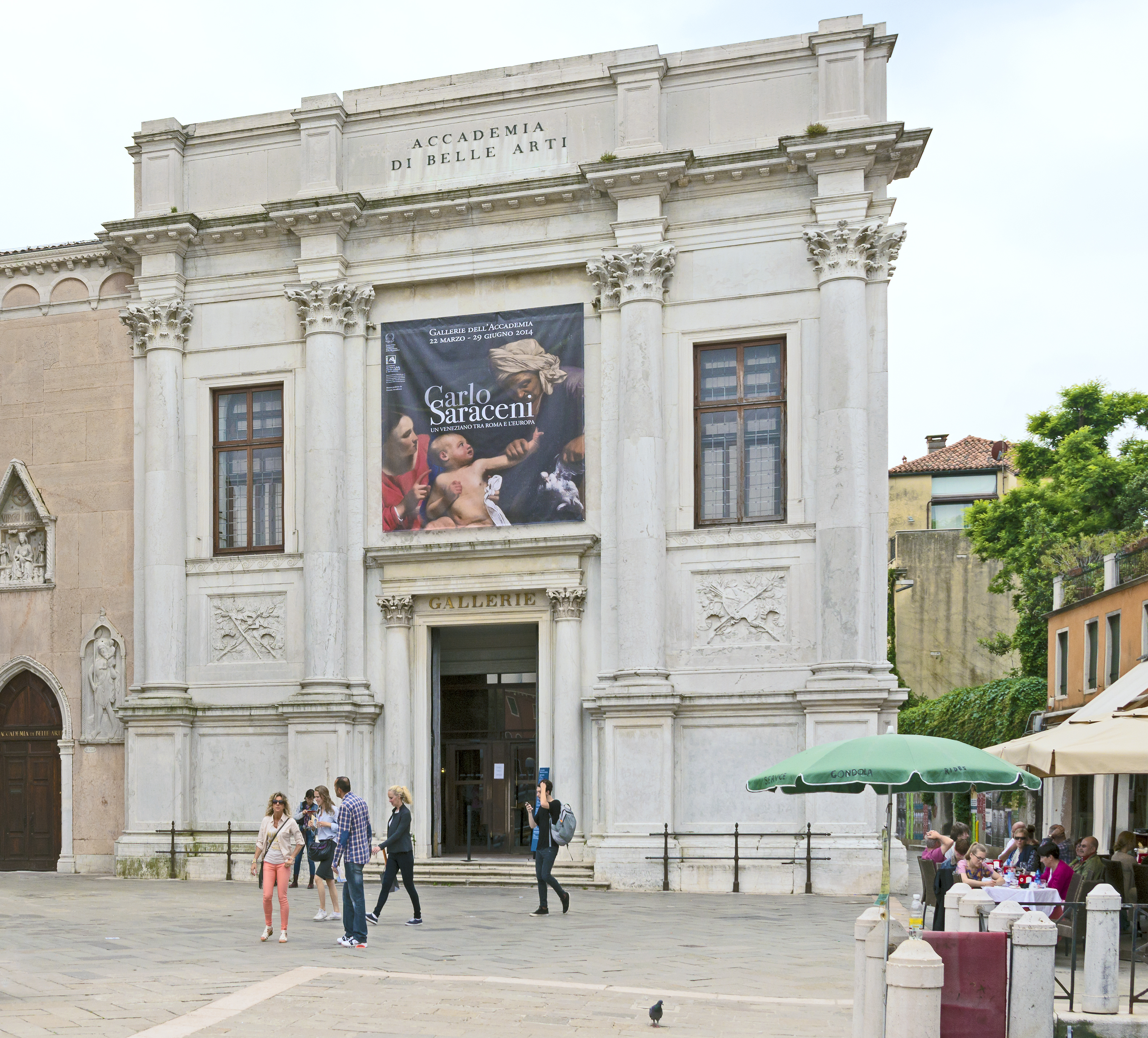
Bernardino Maccaruzzi, facciata della Scuola grande della Carità, Venezia; da notare che con il trasferimento della proprietà all'Accademia fu abbattuto l'alto frontone curvilineo ed eliminate le sculture sommitali.

Risulta piuttosto privo di concezioni personali nella riedificazione di San Giovanni Evangelista e di San Leonardo a Venezia ed anche scialba fu la sua interpretazione dei disegni del Massari per la rinnovata facciata della Scuola grande della Carità. Lo stesso per quanto riguarda il Duomo di Mestre, dove sicuramente Maccaruzzi fu incaricato della progettazione del nuovo edificio ma, se la pianta e l'impostazione delle cappelle corrispondono ai suoi progetti, l'esecuzione finale, completata sette anni dopo la morte dell'architetto, vede un considerevole innalzamento della navata e una realizzazione più di gusto neoclassico nella facciata nettamente diverso dalla concezione barocca del primo progetto. Non è chiaro a chi siano dovute le modifiche ma sono documentate le numerose controversie sui disegni di questo progetto.
Quando invece affronta un'opera come l'elevazione della nuova facciata di San Rocco, inspiegabilmente affidatogli quando Giorgio Fossati aveva iniziato i suoi lavori, si lascia andare ad un sovraccarico ingiustificato di ornamentazioni anche cercando di citare il decoro cinquecentesco della Scuola grande. 

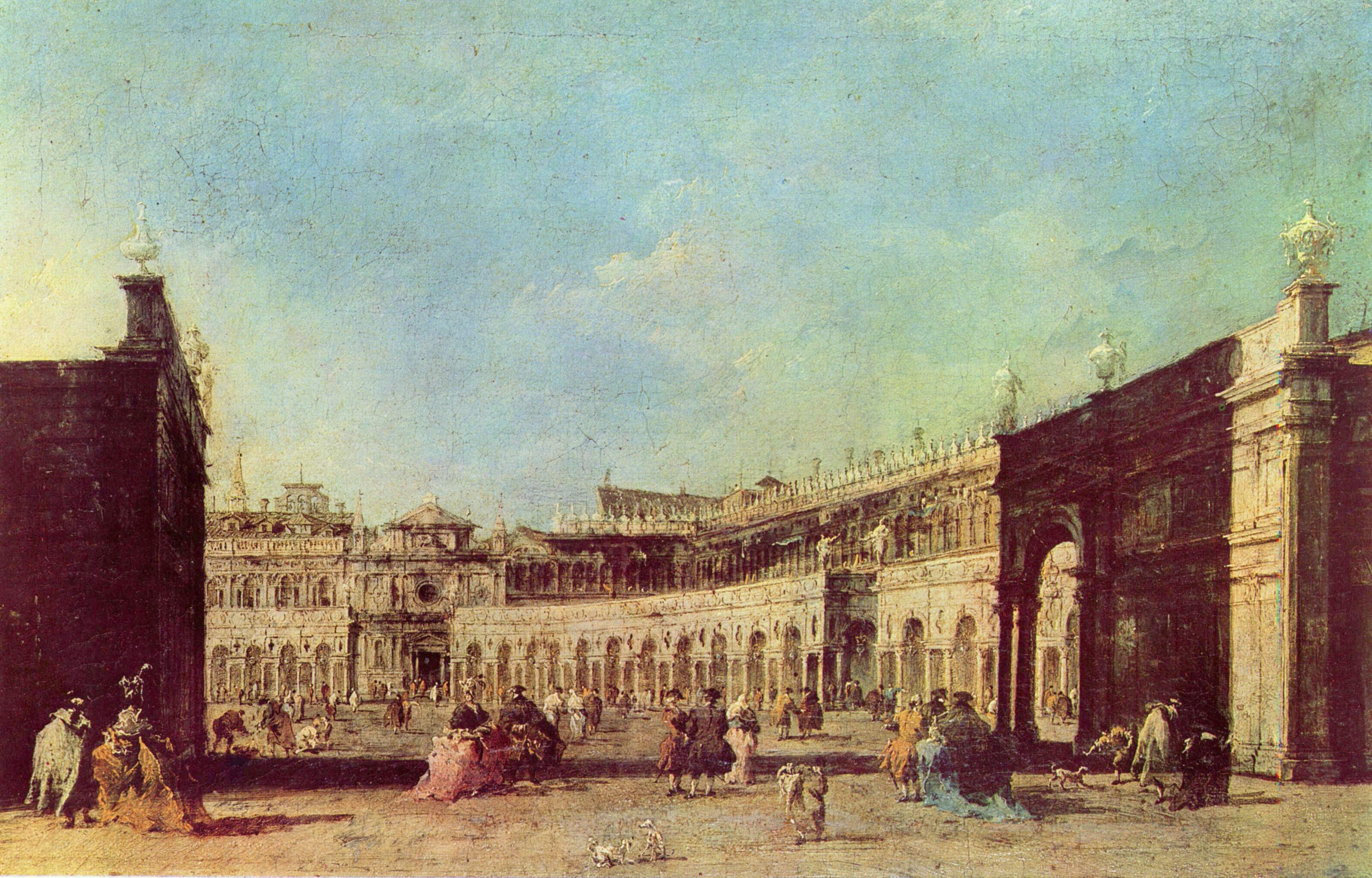
Francesco Guardi, Parata per la festa della Sensa in piazza San Marco, Vienna, Kunsthistorische Museum; l'apparato effimero illustrato è quello progettato dal Maccaruzzi.

Sicuramente fu più brillante nell'arredo degli interni e nelle costruzioni effimere da parata dove asseconda il gusto dei privati poco inclini al nuovo classicismo. È il caso della sala dei banchetti di Palazzo Ducale o del Teatro del Ridotto, accompagnati dai delicati stucchi di gusto pompeiano eseguiti da Francesco Re, o anche dello scalone interno della Scuola della Carità. Il suo apparato temporaneo per la Fiera della Sensa in Piazza San Marco, evidente esempio della sua originaria conoscenza della lavorazione del legno, è stato reso memorabile nella veduta di Francesco Guardi.
Certamente nel suo avventurismo godeva di notevoli appoggi che gli permisero di accumulare notevoli ricchezze, tanto da possedere una villa a Galliera e un palazzetto di tre piani a Santa Maria Formosa agevolmente abitabile separatamente e indipendentemente dai tre figli maschi e tanto dovere investire parte del suo capitale nel commercio di marmi gestito fedelmente da Gregorio Morlaiter. Gli appoggi di cui godeva lo portarono anche ad essere nominato nell'Accademia veneziana prima come «accademico d'onore» e  poi come «accademico effettivo», titolo riservato a veramente pochi architetti.